# پایین نوایی محله
پایین نوایی محله یک روستا در ایران است که در شهرستان فریدونکنار استان مازندران واقع شده‌است. پایین نوایی محله ۱۴۹ نفر جمعیت دارد.

## جمعیت
این روستا در بخش دهفری قرار دارد و براساس سرشماری مرکز آمار ایران در سال ۱۳۸۵، جمعیت آن ۱۴۹ نفر (۳۹ خانوار) بوده‌است.